# Králičí hop

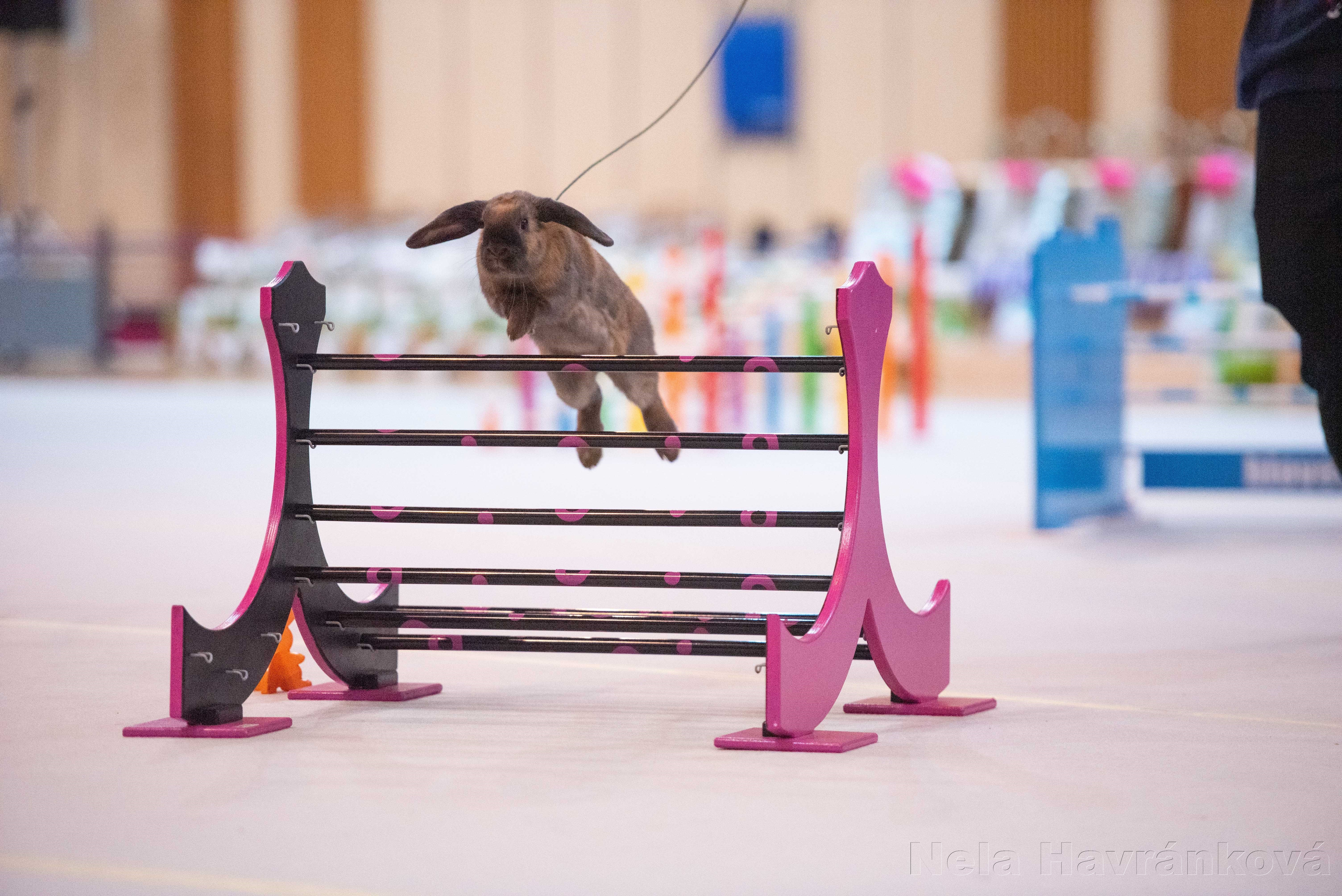
Králičí hop. Autor: Nela Havránková

Králičí hop je sportovní disciplína, ve které závodí člověk se svým králíkem. Králík je člověkem veden na vodítku a postroji. Na regulérní průběh celé soutěže dohlíží kvalifikovaný rozhodčí. Králíci závodí celkem ve 4 disciplínách: v rovinné dráze, parkuru, skoku vysokém a skoku dalekém. Česká republika patří mezi nejúspěšnější země v tomto sportu.

## Disciplíny
Soutěžní dvojice závodí celkem ve 4 disciplínách: v rovinné dráze, parkuru, skoku vysokém a skoku dalekém.
Aby mohl králík soutěžit v rovinné dráze a parkuru, musí mu být alespoň 5 měsíců. Výškové a dálkové překážky smí skákat až od 10 měsíců. Každý králík také musí být naočkován a projít veterinární kontrolou před každým závodem.

### Rovinná dráha

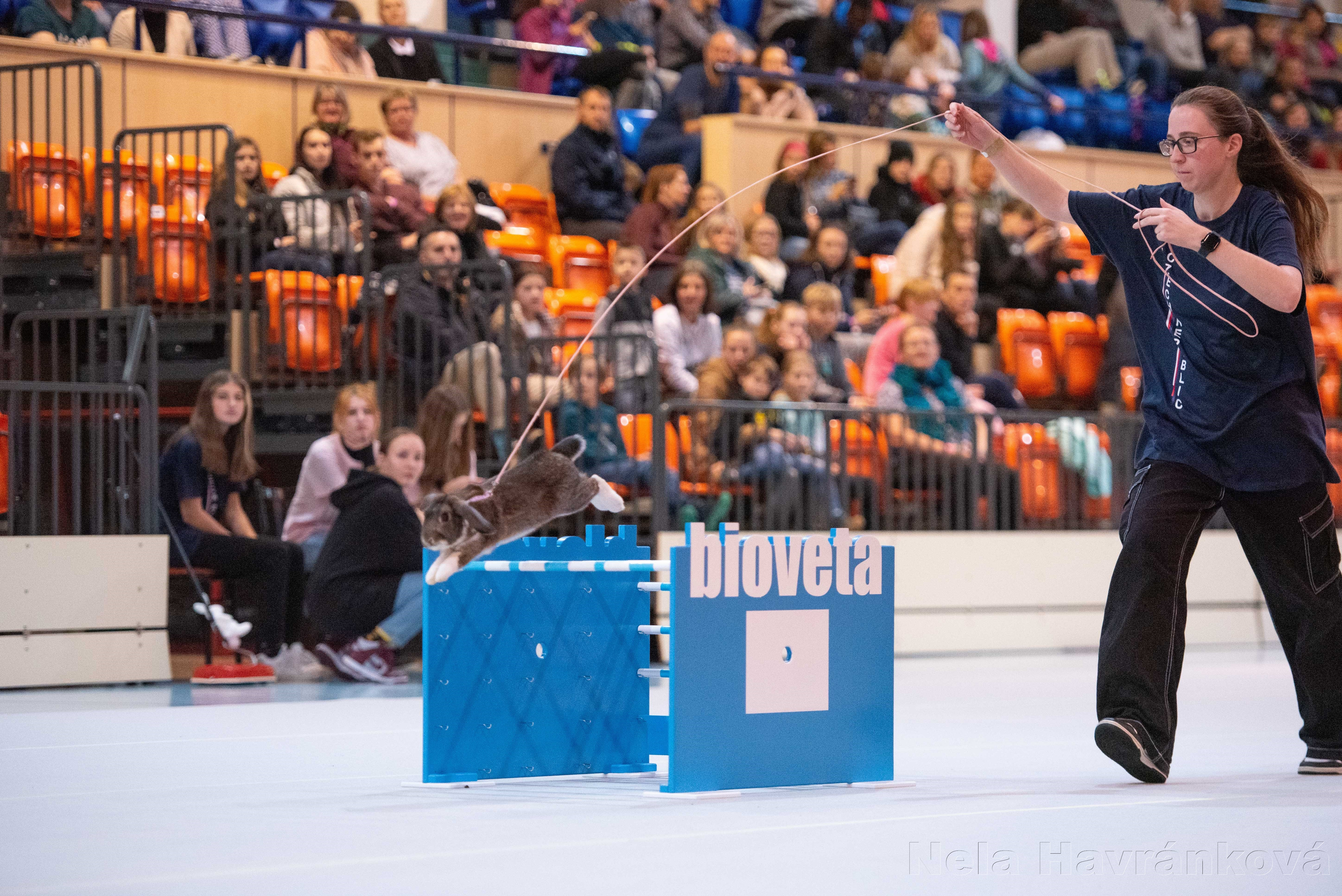
Rovinná dráha v králičím hopu na Mistrovství Evropy 2022 v Jablonci nad Nisou. Autor: Nela Havránková

V rovinné dráze jsou překážky postavené v řadě za sebou. Je rozdělena na 5 výkonnostních kategorií: veteráni, lehká třída, střední třída, těžká třída a elitní třída.
Vítězí králík, který dráhu překoná s nejméně trestnými body v nejrychlejším čase.

### Parkur

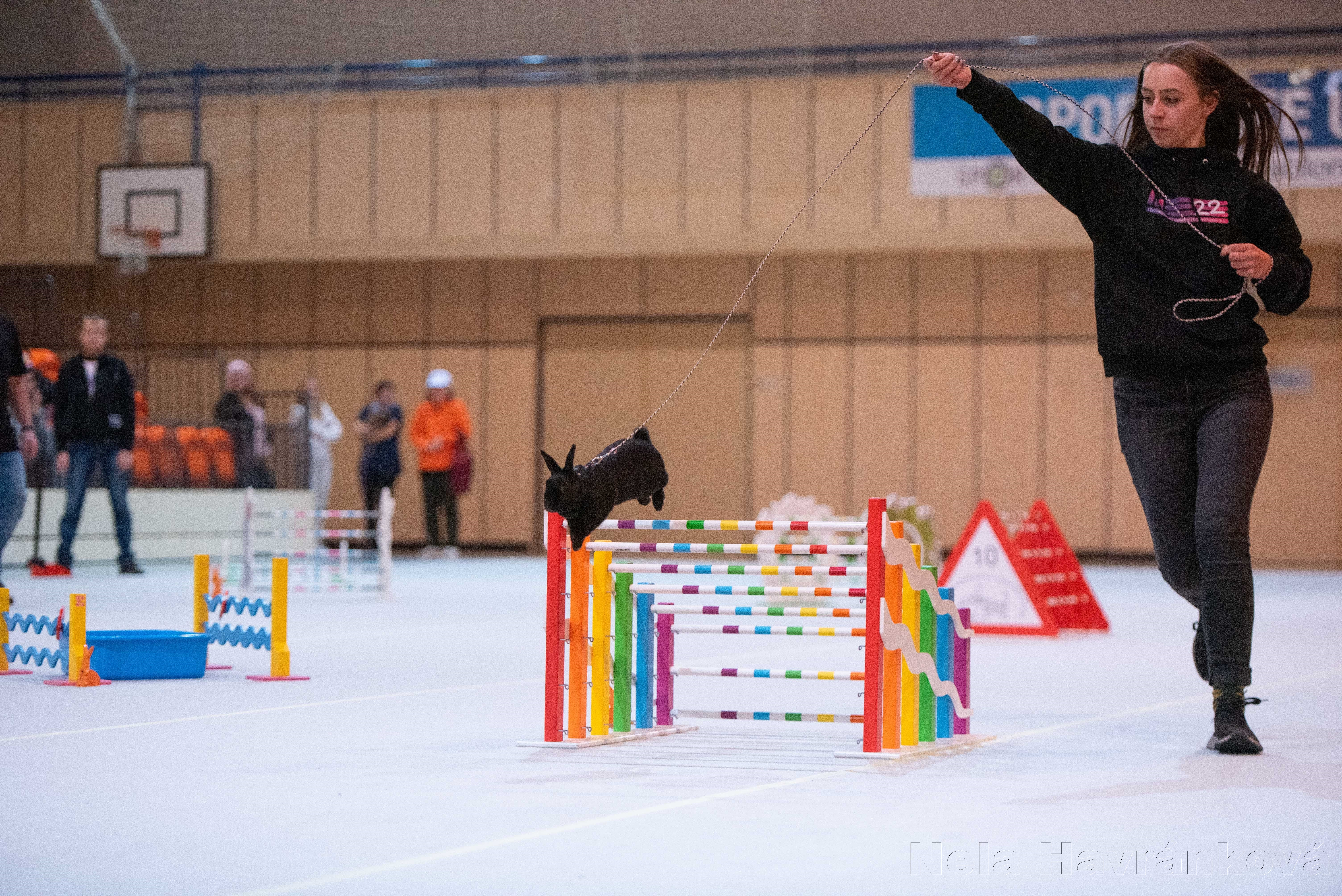
Parkur na Mistrovství Evropy v králičím hopu 2022 v Jablonci nad Nisou. Autor: Nela Havránková

Oproti rovinné dráze v parkuru jsou překážky rozestavěné v prostoru. Parkur je rozdělený na 5 výkonnostních kategorií: veteráni, lehká třída, střední třída, těžká třída a elitní třída.
Vítězí králík, který dráhu překoná s nejméně trestnými body v nejrychlejším čase.

### Skok vysoký
Jedna překážka, která se v každém kole zvyšuje o 5 (případně 10) centimetrů. Králík má 3 pokusy na úspěšné zdolání každé výšky. Pokud králík během posledního pokusu shodí laťku, vyhne či odmítne přeskočit, do dalšího kola nepostupuje.

### Skok daleký
U skoku je jedna dálková překážka, která se v každém kole prodlužuje o 20 (případně 10) cm. Králík má 3 pokusy na úspěšné zdolání každé vzdálenosti. Pokud králík shodí, do dalšího kola nepostupuje.

## Historie
Králičí hop je poměrně nová disciplína. Vznikla po vzoru koňských parkurů ve Švédsku v 70. letech 20. století. Králičí hop si mezi majiteli a chovateli králíků rychle získal oblibu, a tak se přes Dánsko dostal také do Německa a později i do České republiky. Od devadesátých let 20. století existují v mnoha evropských zemích kluby králičího hopu, turnaje v králičím hopu, a dokonce i národní a evropské šampionáty.
V České republice králičí hop a veškeré oficiální závody pořádá Klub králičí hop. Ten také spravuje tréninková centra, kde se lze přihlásit a králičí hop pod zkušenými trenéry trénovat.

## Sportovní králík

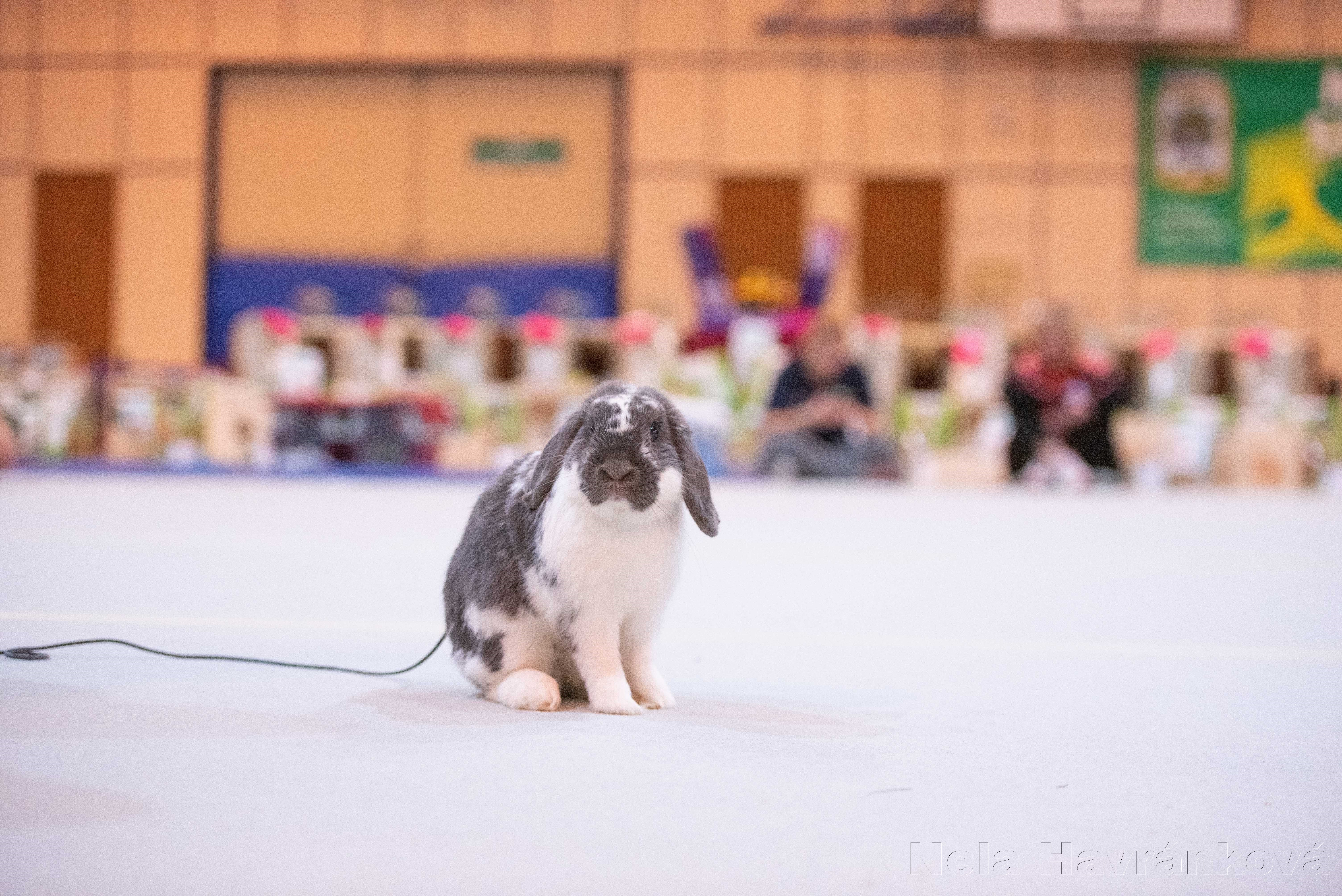
Sportovní králík - plemeno vyšlechtěné pro králičí hop. Autor: Nela Havránková

Speciálně pro tento sport bylo vyšlechtěno plemeno Sportovní králík (zkratka SK). Jedná se o plemeno, které není chováno pro vzhled, ale pro výkonnost králíků. Sportovní králíci tedy nemají stejnou podobu, kresbu či barvu. Většina králíků soutěžících v králičím hopu je tak k tomuto sportu speciálně šlechtěna. Není to však podmínkou, a tak na závodech někdy soutěží také králičí závodníci bez průkazu původu.
Do Plemenné knihy ČSCH KKH může být zapsán králík, který je dle Soutěžního řádu označován titulem "elitní". V současnosti (2023) je to králík oprávněný závodit v elitní třídě rovinné dráhy nebo parkuru a dále králík, který na oficiální soutěži ve skoku vysokém překonal výšku 70 cm a vyšší. Ve skoku dalekém musí králík pro titul „elitní“ překonat délku 180 cm a delší.

## Mistrovství Evropy

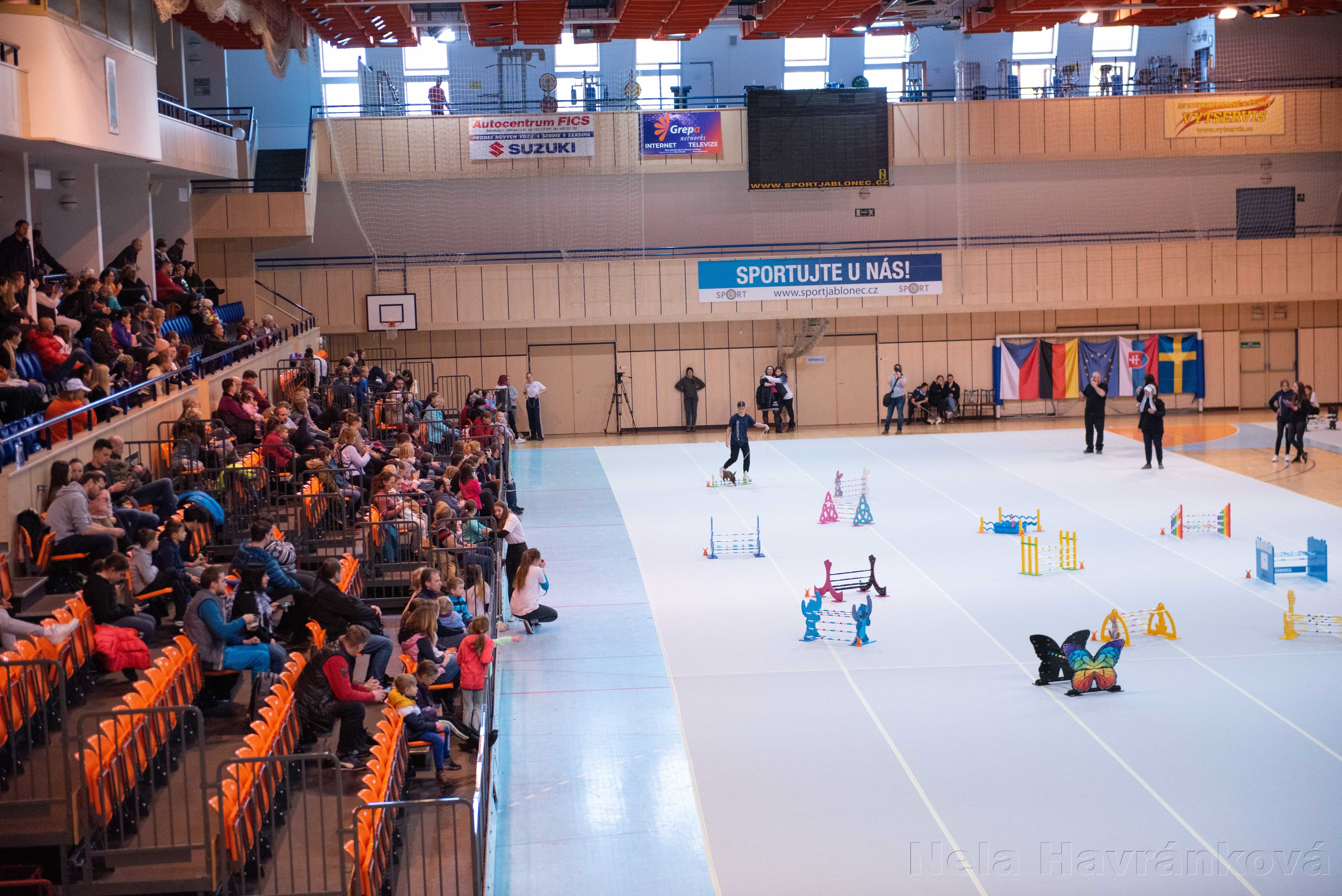
Mistrovství Evropy v králičím hopu. Autor: Nela Havránková

Mistrovství Evropy se koná jedenkrát za 2 roky. Vždy se jej účastní pouze kvalifikované závodní dvojice, a proto se jedná o velice prestižní soutěž. Poslední Mistrovství Evropy se konalo v České republice na podzim 2022. Česká reprezentace evropský šampionát naprosto ovládla a získala 8 titulů Mistra Evropy z celkových 10. Byla tak schopná porazit favorizované švédské závodníky či konkurenci z Německa či Slovenska. Nejúspěšnějším závodníkem evropského klání se stal David Rozkošný. Ten se se svými králíky a dechberoucími výkony, za hlasité podpory naplněné jablonecké sportovní haly, stal Mistrem Evropy hned ve 3 disciplínách.
V roce 2024 se Mistrovství Evropy v králičím hopu bude konat v květnu ve Švýcarsku.

## Mistrovství České republiky
Mistrovství České republiky v králičím hopu se koná každý rok. Závodníci zde závodí celkem v 8 kategoriích - jsou vyhlášeny všechny 4 disciplíny. V rovinné dráze a parkuru je vyhlášena střední, těžká a elitní třída. Vítězové skoku vysokého, dalekého a elitních tříd rovinné dráhy a parkuru se stávají Mistry České republiky.
Poslední Mistrovství České republiky se konalo v roce 2024 ve Sportovní hale Příbram 13. 4. 2024.
| Ročník | Rok  | Místo             | Disciplína    | Závodník               | Králík                                 | Výkon        |
| ------ | ---- | ----------------- | ------------- | ---------------------- | -------------------------------------- | ------------ |
| 12.    | 2024 | Příbram           | Rovinná dráha | Michaela Kratochvílová | Stampestaldens GtCh Malia              | 39,53 s 0ch  |
| 12.    | 2024 | Příbram           | Parkur        | Michaela Kratochvílová | Stampestaldens GtCh Malia              | 100,54 s 1ch |
| 12.    | 2024 | Příbram           | Skok vysoký   | Kateřina Šternberská   | Bonn Sucette Perfect Crazy             | 90 cm        |
| 12.    | 2024 | Příbram           | Skok daleký   | Michaela Šudomová      | Ch Jasmine Fly Luck                    | 210 cm       |
| 11.    | 2023 | Hlinsko           | Rovinná dráha | David Rozkošný         | GtCh Deathly Hallows Dreams come true  | 30.78s 0 ch  |
| 11.    | 2023 | Hlinsko           | Parkur        | Michaela Kratochvílová | Stampestaldens GtCh Malia              | 86,06 s 2 ch |
| 11.    | 2023 | Hlinsko           | Skok vysoký   | Marie Kozubková        | Holloway GtCh Tennessine               | 107 cm       |
| 11.    | 2023 | Hlinsko           | Skok daleký   | Marie Kozubková        | Holloway GtCh Tennessine               | 230 cm       |
| 10.    | 2022 | Prostějov         | Rovinná dráha | Michaela Kratochvílová | Jordbærgårdens Tabasco                 | 30,68 s 0ch  |
| 10.    | 2022 | Prostějov         | Parkur        | Nikola Čapková         | Ch Hecaté No Limits                    | 86,21 s 1 ch |
| 10.    | 2022 | Prostějov         | Skok vysoký   | David Rozkošný         | Deathly Hallows Dreams come true       | 85 cm        |
| 10.    | 2022 | Prostějov         | Skok daleký   | Agáta Štveráčková      | GtCh Good Luck Charm od Rychlých Šípů  | 230 cm       |
| 9.     | 2021 | Kutná Hora        | Rovinná dráha | David Rozkošný         | GtCh 4ever Happy Dreams come true      |              |
| 9.     | 2021 | Kutná Hora        | Parkur        | Nikola Čapková         | Stampegårdens GtCh Happiness is Here   |              |
| 9.     | 2021 | Kutná Hora        | Skok vysoký   | Anna Křepínská         | Ch I’m Not a Stranger Dreams come true |              |
| 9.     | 2021 | Kutná hora        | Skok daleký   | Adéla Ježdíková        | Roxette od Jáji                        |              |
| 8.     | 2020 | Kutná Hora        | Rovinná dráha | Agáta Štveráčková      | GtCh Bella z Jahůdky                   |              |
| 8.     | 2020 | Kutná Hora        | Parkur        | Nikola Čapková         | Hønsehusets SCh Crazy Eight            |              |
| 8.     | 2020 | Kutná Hora        | Skok vysoký   | Kristýna Černá         | Ch Brave Angel Dark Night              |              |
| 8.     | 2020 | Kutná Hora        | Skok daleký   | Agáta Štveráčková      | GtCh Bella z Jahůdky                   |              |
| 7.     | 2019 | Jindřichův Hradec | Rovinná dráha | David Rozkošný         | Ch Black Future Dark Night             |              |
| 7.     | 2019 | Jindřichův Hradec | Parkur        | Michaela Kratochvílová | SCh Royal Princess Magic Star          |              |
| 7.     | 2019 | Jindřichův Hradec | Skok vysoký   | Monika Davidová        | Ch Time to Time Golden Kids            |              |
| 7.     | 2019 | Jindřichův Hradec | Skok daleký   | Denisa Němečková       | Ch Daisy Alex                          |              |
| 6.     | 2018 | Olomouc           | Rovinná dráha | Michaela Kratochvílová | SCh Royal Princess Magic Star          |              |
| 6.     | 2018 | Olomouc           | Parkur        | Nikola Čapková         | Hønsehusets Ch Crazy Eight             |              |
| 6.     | 2018 | Olomouc           | Skok vysoký   | Nikola Čapková         | Hønsehusets Ch Crazy Eight             |              |
| 6.     | 2018 | Olomouc           | Skok daleký   | Agáta Štveráčková      | Bella z Jahůdky                        |              |
| 5.     | 2017 | Praha             | Rovinná dráha | Nikola Vlačihová       | Rash Magic Star                        |              |
| 5.     | 2017 | Praha             | Parkur        | Lada Šípová            | Václav Golden Kids                     |              |
| 5.     | 2017 | Praha             | Skok vysoký   | David Rozkošný         | Ch Black Future Dark Night             |              |
| 5.     | 2017 | Praha             | Skok daleký   | Michaela Kratochvílová | GtCh Alis Sweet Jumpers                |              |
| 4.     | 2015 | Pardubice         | Rovinná dráha | Lada Šípová            | Quido Golden Kids                      |              |
| 4.     | 2015 | Pardubice         | Parkur        | Lada Šípová            | Quido Golden Kids                      |              |
| 4.     | 2015 | Pardubice         | Skok vysoký   | Michaela Kratochvílová | Alis Sweet Jumpers                     |              |
| 4.     | 2015 | Pardubice         | Skok daleký   | Lenka Špilerová        | Rambo Golden Kids                      |              |
| 3.     | 2014 | Chotěboř          | Rovinná dráha | Nikola Vlačihová       | Quimbly Golden Kids                    |              |
| 3.     | 2014 | Chotěboř          | Parkur        | Lada Šípová            | Quido Golden Kids                      |              |
| 3.     | 2014 | Chotěboř          | Skok vysoký   | Andrea Kratochvílová   | Hopík                                  |              |
| 3.     | 2014 | Chotěboř          | Skok daleký   | Kristýna Černá         | Monty od Modrého jezera                |              |
| 2.     | 2013 | Jaroměř           | Rovinná dráha | Veronika Krbcová       | Bajaja                                 |              |
| 2.     | 2013 | Jaroměř           | Parkur        | Lenka Špilerová        | Snížek                                 |              |
| 2.     | 2013 | Jaroměř           | Skok vysoký   | Žaneta Žáková          | Isabella Golden Kids                   |              |
| 2.     | 2013 | Jaroměř           | Skok daleký   | Lenka Špilerová        | Rambo Golden Kids                      |              |
| 1.     | 2012 | Litoměřice        | Rovinná dráha | Petra Černá            | Jack Spearow                           |              |
| 1.     | 2012 | Litoměřice        | Parkur        | Eva Černá              | Pikolo                                 |              |
| 1.     | 2012 | Litoměřice        | Skok vysoký   | Petra Černá            | Kasper Golden Kids                     |              |
| 1.     | 2012 | Litoměřice        | Skok daleký   | Petra Černá            | Jack Spearow                           |              |

## Rekordy
V králičím hopu jsou zaznamenávány národní a světové rekordy ve skoku vysokém a skoku dalekém.

### Světové rekordy

#### Skok vysoký
Světový rekord od roku 2023 drží česká závodní dvojice Marie Kozubková se svým králíkem Holloway GtCh Tennessine. Skokem vysokým 107 cm překonala švédský rekord z roku 2019 - 106 cm. Nový český a světový rekord byl skočen 11. března v Hlinsku.

#### Skok daleký
Světový rekord v disciplíně skoku dalekém je 315 cm. Držitelkou je od 25. srpna 2024 česká závodní dvojice Kristýna Ježková s králíkem Borneo Island Splněné Přání. Do roku 2024 jej držela švédská závodnice Julia Samson s králíkem Miss Pinky’s Gd Ch Harajuku na 301 cm. 

### České rekordy

#### Skok vysoký

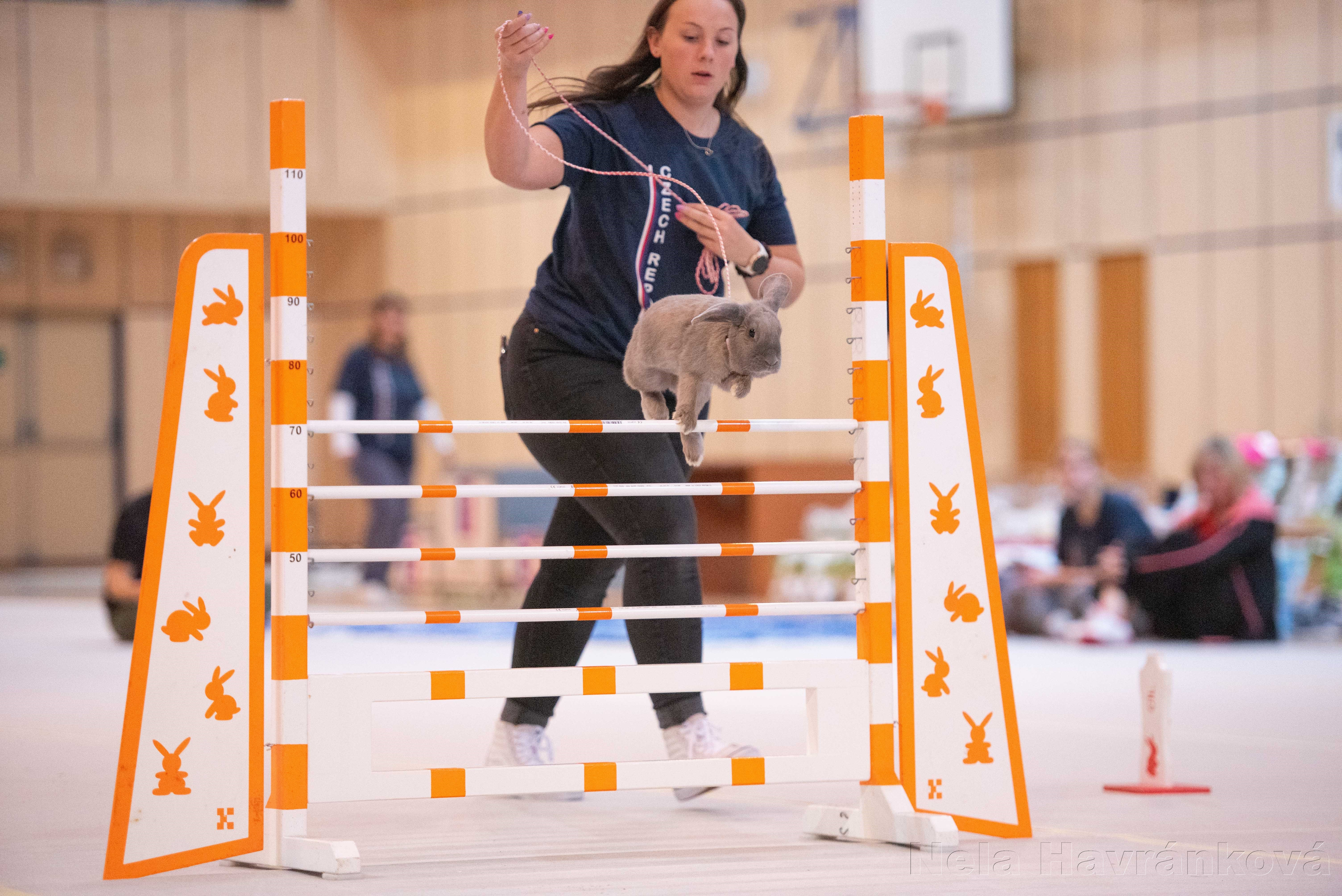
Skok vysoký v králičím hopu. Autor: Nela Havránková

Český rekord ve skoku vysokém byl stanoven v roce 2023 na 107 cm. Současnou držitelkou je Marie Kozubková se svým králíkem Holloway GtCh Tennessine. Český národní rekord je nyní i rekordem světovým.[zdroj?]
Předchozí rekordy se vyvíjely takto:
- 104 cm – Ch I’m Not a Stranger Dreams come true + Anna Křepínská (11. 7. 2020, Horní Beřkovice)
- 102 cm – Hønsehusets SCh Crazy Eight + Nikola Čapková (4. 5. 2019, Čáslav)
- 101 cm – Ch Tchibo Proma + Ema Hulcová (12. 5. 2018, Zdounky)
- 100 cm – SCh Royal Princess Magic Star + Michaela Kratochvílová (7. 6. 2015, Štěpánov)
- 95 cm – Ch Ramona Golden Kids + Michaela Kratochvílová (26. 7. 2014, Chotěboř)
- 90 cm – Kasper Golden Kids + Petra Černá (1. 7. 2012, Chotěboř)
- 70 cm – Bobík + Jan Mareš (1. 4. 2012, Poděbrady)

#### Skok daleký
Český rekord ve skoku dalekém je 315 cm. Držitelkou rekordu je Kristýna Ježková s králíkem Borneo Island Splněné Přání. Český národní rekord je nyní i rekordem světovým.
Předchozí rekordy byly:
- 295 cm – GtCh Alis Sweet Jumpers + Michaela Kratochvílová (30. 4. 2016, Čáslav)
- 291 cm – Rex Magic Star + Kristýna Černá (30. 8. 2015, Praha)
- 290 cm – Ch Rambo Golden Kids + Lenka Špilerová (26. 7. 2014, Chotěboř)
- 265 cm – Ch Rambo Golden Kids + Lenka Špilerová (7. 9. 2013, Havlíčkův Brod)
- 190 cm – Quimbly Golden Kids + Nikola Vlačihová (11. 8. 2013, Štěpánov)
- 160 cm – Bobík + Jan Mareš (1. 4. 2012, Poděbrady)[8]

## Tréninková centra králičího hopu v ČR
Zejména z důvodu náročnosti na počáteční vybavení i přípravu prostoru je doporučeno, aby zájemci o tento sport vyhledali některé z tréninkových center, kde se mohou naučit správnému vedení králíka, využít překážky přímo vyrobené pro králičí hop a v neposlední řadě zjistit, zda tato disciplína bude zrovna jejich králíka bavit.
| Místo tréninků                                                | Název                      | Web                                 | Facebook                                                       |
| ------------------------------------------------------------- | -------------------------- | ----------------------------------- | -------------------------------------------------------------- |
| Kamenné Žehrovice (halové), Velké Přítočno (venkovní)         | Králičí hop Velké Přítočno |                                     | Králičí hop Velké Přítočno                                     |
| Kamenné Zboží (fotbalové hřiště)                              | Králičí hop Kamenné Zboží  |                                     | Králičí hop Kamenné Zboží – Chovatelská stanice Fast Paws 071C |
| Praha 4                                                       | Hopáci z Braníka           | kralici-hop-praha-branik.webnode.cz | Hopáci z Braníka                                               |
| Lázně Bohdaneč (venkovní) a v okolí, např. Pardubice (halové) | Králičí hop Lázně Bohdaneč |                                     | Králičí hop Lázně Bohdaneč                                     |